# Emigracja XD
Emigracja XD – polski serial komediowy udostępniany na platformie VOD Canal+ online od 17 marca 2023. Scenariusz serialu oparty jest na książce autorstwa Malcolma XD pod tytułem Emigracja. Kontynuacją pierwszego sezonu jest Edukacja XD. Fabuła opiera się na historii dwóch przyjaciół Malcolma i "Stomila". 

## Obsada
- Tomasz Włosok – Malcolm
- Michał Balicki – „Stomil”
- Agnieszka Suchora – Ela, mama Malcolma
- Andrzej Zieliński – ojciec Malcolma
- Juliusz Chrząstowski – „stary” „Stomila”
- Adam Bobik – Krystianek, kuzyn Malcolma
- Michał Czernecki – pan Zbyszek; pan Wojtek, brat Zbyszka
- Marcin Miodek –  Szuki
- Mikołaj Chroboczek – Wano
- Piotr Trojan – Roman
- Dobromir Dymecki – Łukaszek
- Paulina Gałązka – Rysia "Rachel"
- Jarosław Boberek – Pan Ządkowski
- Katarzyna Bujakiewicz – Jola Ządkowska
- Sebastian Dela – Olo Tokar
- Konrad Eleryk – Bolo Tokar
- Wojciech Zieliński – Jaro Tokar

## Spis serii
| Seria | Seria | Odcinki | Odcinki          | Premiera (Canal+ online) | Emisja telewizyjna (Canal+ Premium) | Emisja telewizyjna (Canal+ Premium) | Emisja telewizyjna (Canal+ Premium) | Emisja telewizyjna (Canal+ Premium) | Emisja telewizyjna (Canal+ Premium) |
| Seria | Seria | Odcinki | Odcinki          | Data udostępnienia       | Sezon                               | Premiera serii                      | Finał serii                         | Pora emisji                         | Średnia oglądalność                 |
| ----- | ----- | ------- | ---------------- | ------------------------ | ----------------------------------- | ----------------------------------- | ----------------------------------- | ----------------------------------- | ----------------------------------- |
|       | 1.    | 1–10    | 10               | 17 marca 2023            | wiosna 2023                         | 17 marca 2023                       | 14 kwietnia 2023                    | piątek 21:00                        | bd.                                 |
| 2.    | 1-10  | 10      | 18 kwietnia 2025 | wiosna 2025              | 18 kwietnia 2025                    |                                     |                                     | bd.                                 |                                     |